# Syrrusis vau
Syrrusis vau är en fjärilsart som beskrevs av Emilio Berio 1955. Syrrusis vau ingår i släktet Syrrusis och familjen nattflyn. Inga underarter finns listade i Catalogue of Life.